# Alberto Braglia
Alberto Romeo Braglia (* 23. März 1883 in Campogalliano, Provinz Modena; † 5. Februar 1954 in Modena) war ein italienischer Turner und Olympiasieger.

## Werdegang
In seiner Kindheit übte Braglia zunächst allein in einem Stall und trat dann mit zwölf Jahren einem Turnverein bei. Bei den Olympischen Zwischenspielen 1906 in Athen wurde er zweimal Zweiter, im Einzelmehrkampf mit fünf bzw. sechs Übungen. Die Ergebnisse in Athen werden heute jedoch vom IOC nicht anerkannt. Er entwickelte eine Stemme am Reck, die vom Schweizer Turner Eduard Steinemann weiterentwickelt und nach diesem benannt wurde.

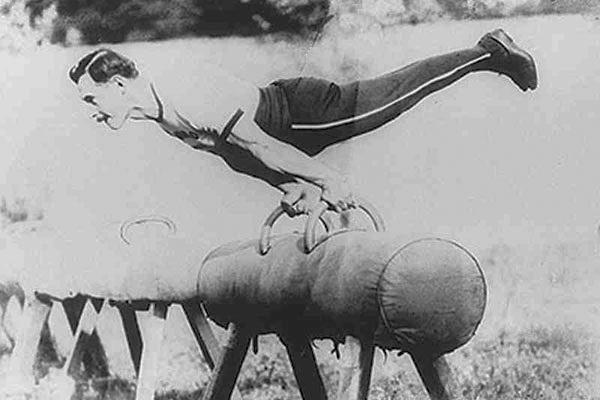
Alberto Braglia

Bei den Olympischen Sommerspielen 1908 in London siegte Braglia im Einzelmehrkampf. Wie schon zwei Jahre zuvor beteiligte er sich nicht am Mannschaftsmehrkampf. Nach den Spielen hatte Braglia Mühe, sich seinen Lebensunterhalt zu verdienen und trat in einem Zirkus als Menschliche Kanonenkugel auf; bei einem Unfall brach er sich die Schulter und einige Rippen.
Wegen seiner beruflichen Tätigkeit, die auch sportliche Elemente enthielt, wurde Braglia vom italienischen Turnverband als Profi betrachtet und deshalb ausgeschlossen. Rechtzeitig zu den Olympischen Sommerspielen 1912 in Stockholm erhielt er jedoch seinen Amateurstatus zurück. Er verteidigte seinen Olympiatitel im Einzelmehrkampf und gewann auch mit der Mannschaft die Goldmedaille. Neben dem Sowjet-Ukrainer Wiktor Tschukarin (1952 und 1956) und den Japanern Sawao Kato (1968 und 1972) und Kōhei Uchimura (2012 und 2016) gehört er zu den vier Athleten, die ihren Mehrkampfsieg wiederholen konnten.
In späteren Jahren war Braglia ein beliebter und erfolgreicher Zirkusartist. 1932 reiste er zu den Olympischen Spielen nach Los Angeles und trainierte die italienischen Turner, die überraschend den Mannschaftswettbewerb gewannen.
Nach ihm ist das Stadio Alberto Braglia in Modena benannt, die Heimstätte des Fußballklubs FC Modena.